# Фрике, Вальтер
Вальтер Эрнст Фрике (1915—1988) — немецкий астроном.

## Биография
Окончил Гёттингенский университет в 1938, в 1942—1951 — ассистент Гамбургской обсерватории, в 1951—1953 — доцент Гамбургского университета, в 1953—1954 — стипендиат Немецкого исследовательского общества в различных обсерваториях США. С 1955 — директор Астрономического вычислительного института и профессор Гейдельбергского университета.
Основные труды в области фундаментальной астрометрии, кинематике и динамике звёздных систем, астрономическим постоянным. Первые работы посвящены исследованиям в области космологии и фотографической фотометрии галактики Андромеды. Совместно с А. Копффом и другими сотрудниками Астрономического вычислительного института на основе многочисленных наблюдений положений звёзд, выполненных в разных обсерваториях, составил Четвёртый фундаментальный каталог (FK4), начал работы по созданию каталога FK5. FK4 был опубликован в 1963 и представляет собой общепринятую международную астрономическую опорную координатную систему для различных наблюдений и эфемерид. В области кинематики звёздных систем выполнил определения угловой скорости вращения Галактики и постоянных дифференциального галактического вращения. Занимался также динамическим истолкованием наблюдаемого распределения скоростей звёзд в Галактике. Показал, что разложение функций распределения скоростей в ряд по двум первым интегралам движения удовлетворяет не только основному уравнению звёздной динамики (уравнению Больцмана), но также и уравнению Пуассона для системы с конечной массой. Фрике провёл большую работу по улучшению системы астрономических постоянных. По его рекомендации Международный астрономический союз в 1964 принял решение о введении новой системы постоянных. Дальнейшие исследования в этом направлении, проведённые многими астрономами из разных стран, привели к созданию в 1976 новой системы, получившей название Системы астрономических постоянных Международного астрономического союза. Для этой системы Фрике ввёл новое значение общей прецессии в долготе и некоторые специфические изменения в фундаментальной координатной системе.
Избран членом Гейдельбергской АН (1960), иностранным членом Академии наук СССР (1982), членом Германской академии естествоиспытателей «Леопольдина» (1974), членом Венской АН (1977) и ряда других академий наук и научных обществ, членом-корреспондентом Бюро долгот в Париже (1961).
Был президентом Комиссии № 4 «Эфемериды» (1958—1964) и Комиссии № 8 «Позиционная астрономия» (1970—1973) Международного астрономического союза, вице-президентом Международного астрономического союза (1964—1967).
В его честь назван астероид (1561) Фрике.